# Loxophlebia roseipectus
Loxophlebia roseipectus är en fjärilsart som beskrevs av Rothschild 1931. Loxophlebia roseipectus ingår i släktet Loxophlebia och familjen björnspinnare. Inga underarter finns listade i Catalogue of Life.